# Przyjaźń (rzeźba)
Przyjaźń, także pomnik Przyjaźni Polsko-Radzieckiej – socrealistyczna rzeźba dłuta Aliny Szapocznikow.

## Opis
Rzeźba powstała w ramach ogłoszonego w 1953 konkursu na pomnik Przyjaźni Polsko-Radzieckiej dla Pałacu Kultury i Nauki (PKiN) w Warszawie, po powrocie artystki z Paryża. Pierwsze miejsce zajęła praca Magdaleny Więcek, ale zrealizowano projekt Szapocznikow. 
Odlana w 1954 z patynowanego brązu rzeźba ma wysokość 2,78 m. Przedstawia dwóch mężczyzn w przyjacielskim uścisku trzymających w rękach nierozwinięty sztandar. 
W 1955 rzeźbę ustawiono w holu głównym gmachu (od strony ul. Marszałkowskiej), na wprost wejścia. Została umieszczona pod ścianą na niewysokim cokole. Pierwotnie w holu planowano ustawienie posągu Mikołaja Kopernika, ale ostatecznie, wraz z posągiem Adama Mickiewicza, został on ustawiony przed wejściem do gmachu.
W 1992 dyrektor PKiN Waldemar Sawicki podjął decyzję o zezłomowaniu Przyjaźni, która była kojarzona z poprzednim systemem. Ponieważ rzeźba nie mieściła się w drzwiach, odłączono od niej ręce mężczyzn ze sztandarem.  Została przekazana nieodpłatnie właścicielowi przedsiębiorstwa, które przeprowadzało demontaż, zamiast pieniędzy za wykonaną usługę
Ten nie zezłomował jej jednak, ale ustawił na terenie swojej posesji w podwarszawskim Józefowie. 
Po wpisaniu Pałacu Kultury i Nauki do rejestru zabytków (2007) stołeczny konserwator zabytków zwrócił się do niego o zwrot rzeźby będącej częścią oryginalnego wystroju gmachu; chciał ją również odzyskać zarząd miejskiej spółki zarządzającej PKiN. Odkupieniem dzieła było z kolei zainteresowane Muzeum Sztuki Nowoczesnej. Jednak jej właściciel odmówił. Według innego źródła przez lata nikt nie był zainteresowany rzeźbą; nie upomniało się o nią ani żadne muzeum, ani Pałac Kultury i Nauki.
W marcu 2019 właściciel zdecydował się na wystawienie niekompletnej rzeźby (bez rąk i sztandaru, których nie udało się odnaleźć) na aukcji zorganizowanej przez dom aukcyjny Desa Unicum. Zarząd PKiN żądał wycofania Przyjaźni ze sprzedaży i jej zwrotu, jednak Desa Unicum uznała te żądania za bezpodstawne. Podczas warunkowej aukcji rzeźba osiągnęła cenę 1,7 mln zł. W nocy po aukcji została przewieziona do zewnętrznego magazynu Desy Unicum, gdzie miała oczekiwać na wyjaśnienie jej sytuacji prawnej.
Od 2024 prezentowana w Muzeum Sztuki Nowoczesnej w Warszawie jako element wystawy stałej.